# Clan Takeda
El clan Takeda (武田氏 Takeda-shi?) fue un clan de daimyō durante finales del período Heian hasta el período Sengoku.
Los Takeda eran descendientes del Emperador Seiwa (850-880) y pertenecían a una rama del clan Minamoto. Minamoto no Yoshikiyo, hijo de Minamoto no Yoshimitsu, fue el primero en utilizar el nombre Takeda.

## Historia
En el siglo XII, a finales del período Heian, la familia Takeda controló la Provincia de Kai. Junto con otros clanes, ayudaron a su primo Minamoto no Yoritomo en contra del clan Taira durante las Guerras Genpei. Cuando Yoritomo fue derrotado en Ishibashiyama (1181), Takeda Nobuyoshi pidió ayuda por lo que el clan Takeda envió un ejército de 20,000 hombres en su ayuda. Takeda Nobumitsu (1162-1248) ayudó al clan Hōjō durante la Guerra Shōkyu de 1221 y en recompensa recibió la Provincia de Aki. Hasta el período Sengoku, los Takeda fueron shugo de las Provincias de Kai, Aki y Wakasa. En 1415, ayudaron a suprimir la rebelión de Uesugi Zenshū; Ashikaga Mochiuiji, el maestro de Uesugi y el hombre contra la cual iba dirigida la rebelión, tomó represalias en contra de los Takeda, con lo que comenzó una rivalidad entre los clanes Uesugi y Takeda, la cual duraría más de 150 años.
Takeda Harunobu sucedió a su padre Nobutora en 1540, convirtiéndose en daimyō de Kai y comenzó una rápida expansión. Aunque enfrentó en algunas veces al clan Hōjō, la mayoría de sus incursiones fueron hacia el norte, donde peleó en contra de Uesugi Kenshin.
Takeda Shingen es famoso por su genialidad táctica e innovaciones militares, aunque algunos historiadores afirman que sus tácticas no eran ni particularmente impresionantes ni revolucionarias. De cualquier forma, Shingen es conocido por la utilización de cargas de caballería. Hasta mediados del siglo XVI, los samurái montados eran principalmente arqueros aunque ya había una tendencia a utilizar armadas basadas en una gran infantería, incluyendo una gran cantidad de arqueros a pie. Para poder defender estas tropas, Shingen transformó sus samurai de arqueros a lanceros, y utilizó cargas de caballería como en la Batalla de Mikatagahara de 1572. La fuerza de las nuevas tácticas de Shingen se volvieron sumamente famosas de tal forma que la armada Takeda llegó a ser conocida como kiba gundan (騎馬軍団 o “armada montada”?).
Shingen murió en 1573 a la edad de 53 años, por lo que su hijo Takeda Katsuyori heredó el mando del clan y fue derrotado en la Batalla de Nagashino de 1575 cuando enfrentaron a las fuerzas de Oda Nobunaga.
El Kōshū Hatto, compuesto durante el siglo XV, es un código de leyes de la familia Takeda, mientras que el Kōyō Gunkan, escrito mayormente por Kōsaka Masanobu a mediados del siglo XVI, es una poesía épica que registra la historia de la familia así como las innovaciones militares tácticas de Shingen.
El apellido Takeda es un nombre moderno en Japón, aunque es bastante improbable que todos los que lo ostentan sean descendientes de esta familia de nobles, de hecho, la mayoría de los descendientes reales de los Takeda tenían diferente nombre cuando crearon una rama de cadetes. Durante el período Tokugawa, muchas familias de daimyō eran descendientes directos de los Takeda.
En 1868, estas familias de daimyō eran:
- Los Matsumae o Kakizaki, descendientes de Takeda Kuninobu, eran daimyō del Dominio de Matsumae, el único han de Hokkaidō.
- Los Nambu, descendientes de Takeda Mitsuyuki, bisnieto de Takeda Yoshikiyo, los cuales se establecieron en Nambu,  (en la Provincia de Kai) de donde tomaron el nombre. Los Nambu eran daimyō del Dominio Morioka, del Dominio de Shichinohe y del Dominio de Hachinohe (en la Provincia de Mutsu).
- Los Yanagizawa, descendientes de Takeda Nobuyoshi, eran daimyō del Dominio de Kōriyama (Provincia de Yamato), del Dominio Kurokawa y del Dominio Mikkaichi (Provincia de Echigo).
- Los Gotō, descendientes de Takeda Nobuhiro, eran daimyō de Gotō (las Islas Gotō en la Provincia de Hizen).
- Los Ogasawara eran una rama militar de los Takeda, por Takeda Nagakiyo (1162-1242), bisnieto de Takeda Yoshikiyo y el primero en tomar el nombre de Ogawara. Sus descendientes eran shugo (gobernadores) de las Provincias de Shinano y Hida y durante el siglo XVI entraron en guerra con sus primos del clan Takeda. En 1868 se convirtieron en daimyō de los Dominios de Kokura, de Chikuza (Provincia de Buzen), de Ashi (Provincia de Harima), de Karatsu (Provincia de Hizen) y de Katsuyama (Provincia de Echizen).
- Dos ramas llamadas Takeda estaban posicionadas entre el Kōke (familias de la clase alta).

## Miembros Importantes del clan Takeda

### Históricos
- Takeda Nobutora – Padre de Shingen.
- Takeda Shingen – uno de los guerrero más famosos de Japón, Shingen expandió sus dominios en gran medida y se convirtió en uno de los personajes más famosos de su época.
- Takeda Katsuyori – Hijo de Shingen, Katsuyori comandó las tropas de su padre después de que este murió y fue testigo de la caída del clan Takeda.
- Takeda Nobushige - Hermano menor de Shingen, apoyó a su hermano durante su vida. Escribió también el Kyūjūkyū Kakun, una serie de 99 reglas cortas que regían el clan Takeda. Murió luchando durante la Cuarta batalla de Kawanakajima

### En la actualidad
- Sōkaku Takeda – Miembro del clan en el siglo XX y maestro fundador del arte marcial Daitō-ryū aiki-jūjutsu.
- Takeda Tokimune (武田 時宗) - Hijo de Sokaku Takeda. y difusor del arte marcial Daitō-ryū aiki-jūjutsu.
- Takeda Kate (ケイト武田) - Hija de Ryuta Takeda. Única mujer samurai del clan 武士)
- Takeda Yoshiharu(武田義春)- Actual Jefe del clan,miembro de la rama menor de la familia imperial, Ministro Plenipotenciario y diplomático